# Burg Ringelstein
Burg Ringelstein är en borgruin i Büren i det tyska förbundslandet Nordrhein-Westfalen. Den uppfördes omkring år 1385. 
Under trettioåriga kriget arrangerades i borgen häxprocesser. De som fälldes för häxeri avrättades i borgens Hexenkeller ("häxkällaren").